# Contre-la-montre par équipes de l'Open de Suède Vårgårda
Le Contre-la-montre par équipes de l'Open de Suède Vårgårda (Open de Suède Vårgårda TTT) est une course cycliste féminine qui se tient tous les ans dans la Commune de Vårgårda du comté de Västra Götaland en Suède depuis 2008. Elle fait partie de la Coupe du monde de cyclisme sur route féminine jusqu'en 2015. En 2016, elle intègre l'UCI World Tour féminin.

## Palmarès
| Année | Vainqueur | Deuxième | Troisième |
| 2008  | Cervélo Lifeforce Pro Cycling Team Priska Doppmann Karin Thürig Christiane Soeder Carla Ryan Sarah Düster Pascale Schnider       | Team Columbia Women Linda Villumsen Ina-Yoko Teutenberg Alexis Rhodes Kimberly Anderson Emilia Fahlin Luise Keller                | Equipe Nürnberger Versicherung Charlotte Becker Suzanne de Goede Christina Becker Marie Lindberg Larissa Kleinmann Edita Pucinskaite |
| 2009  | Cervélo TestTeam Women Kristin Armstrong Regina Bruins Carla Ryan Christiane Soeder Kirsten Wild Sarah Düster                    | Team Columbia Women Kimberly Anderson Chantal Beltman Emilia Fahlin Ina-Yoko Teutenberg Ellen van Dijk Linda Villumsen            | Team Flexpoint Susanne Ljungskog Mirjam Melchers Loes Gunnewijk Loes Markerink Trine Schmidt Iris Slappendel                         |
| 2010  | Cervélo TestTeam Women Charlotte Becker Regina Bruins Iris Slappendel Kirsten Wild                                               | Team HTC-Columbia Women Judith Arndt Ellen van Dijk Adrie Visser Linda Villumsen                                                  | Team Nederland Bloeit Liesbet De Vocht Loes Gunnewijk Annemiek van Vleuten Marianne Vos                                              |
| 2011  | HTC-Highroad Women Judith Arndt Charlotte Becker Amber Neben Ellen van Dijk                                                      | AA Drink-Leontien.nl Cycling Kirsten Wild Trixi Worrack Lucinda Brand Linda Villumsen                                             | Team Garmin-Cervélo Women Elizabeth Armitstead Noemi Cantele Emma Pooley Iris Slappendel Sharon Laws                                 |
| 2012  | Specialized-Lululemon Evelyn Stevens Ina-Yoko Teutenberg Trixi Worrack Amber Neben Ellen van Dijk Charlotte Becker               | Orica-AIS Judith Arndt Linda Villumsen Shara Gillow Claudia Häusler Loes Gunnewijk Alexis Rhodes                                  | Stichting Rabo Women Marianne Vos Tatiana Antoshina Iris Slappendel Thalita de Jong Liesbet De Vocht Roxane Knetemann                |
| 2013  | Specialized-Lululemon Evelyn Stevens Lisa Brennauer Trixi Worrack Ellen van Dijk                                                 | Rabo Women Cycling Team Marianne Vos Lucinda Brand Annemiek van Vleuten Thalita de Jong                                           | Orica-AIS Melissa Hoskins Shara Gillow Emma Johansson Amanda Spratt                                                                  |
| 2014  | Specialized-Lululemon Chantal Blaak Lisa Brennauer Karol-Ann Canuel Carmen Small Evelyn Stevens Trixi Worrack                    | Rabo-Liv Women Cycling Team Lucinda Brand Thalita de Jong Roxane Knetemann Anna van der Breggen Annemiek van Vleuten Marianne Vos | Boels-Dolmans Cycling Team Elizabeth Armitstead Megan Guarnier Romy Kasper Christine Majerus Katarzyna Pawłowska Ellen van Dijk      |
| 2015  | Rabo-Liv Women Cycling Team Lucinda Brand Thalita de Jong Shara Gillow Katarzyna Niewiadoma Moniek Tenniglo Anna van der Breggen | Velocio-SRAM Alena Amialiusik Lisa Brennauer Karol-Ann Canuel Élise Delzenne Mieke Kröger Trixi Worrack                           | Boels-Dolmans Cycling Team Elizabeth Armitstead Chantal Blaak Romy Kasper Christine Majerus Katarzyna Pawłowska Evelyn Stevens       |
| 2016  | Boels-Dolmans Cycling Team Elizabeth Armitstead Chantal Blaak Ellen van Dijk Karol-Ann Canuel Katarzyna Pawłowska Evelyn Stevens | Cervélo Bigla Nicole Hanselmann Lisa Klein Lotta Lepistö Ashleigh Moolman Joëlle Numainville Stephanie Pohl                       | Rabo-Liv Women Cycling Team Anouska Koster Roxane Knetemann Shara Gillow Marianne Vos Moniek Tenniglo Anna van der Breggen           |
| 2017  | Boels-Dolmans Cycling Team Chantal Blaak Karol-Ann Canuel Amalie Dideriksen Christine Majerus Amy Pieters Anna van der Breggen   | Cervélo Bigla Nicole Hanselmann Lisa Klein Clara Koppenburg Lotta Lepistö Ashleigh Moolman Cecilie Uttrup Ludwig                  | Canyon-SRAM Racing Hannah Barnes Lisa Brennauer Elena Cecchini Mieke Kröger Alexis Ryan Trixi Worrack                                |
| 2018  | Boels-Dolmans Cycling Team Chantal Blaak Karol-Ann Canuel Amalie Dideriksen Christine Majerus Amy Pieters Anna van der Breggen   | Sunweb Lucinda Brand Leah Kirchmann Juliette Labous Floortje Mackaij Pernille Mathiesen Coryn Rivera                              | Cervélo Bigla Ann-Sophie Duyck Clara Koppenburg Lotta Lepistö Cecilie Uttrup Ludwig Ashleigh Moolman Emma Cecilie Norsgaard          |
| 2019  | Trek-Segafredo Audrey Cordon-Ragot Elisa Longo Borghini Ellen van Dijk Tayler Wiles Ruth Winder Trixi Worrack                    | Canyon-SRAM Racing Alena Amialiusik Alice Barnes Hannah Barnes Elena Cecchini Lisa Klein                                          | Sunweb Lucinda Brand Leah Kirchmann Juliette Labous Floortje Mackaij Pernille Mathiesen Coryn Rivera                                 |
| 2022  | Trek-Segafredo Audrey Cordon-Ragot Amalie Dideriksen Lauretta Hanson Chloe Hosking Shirin van Anrooij Ellen van Dijk             | SD Worx Elena Cecchini Christine Majerus Chantal van den Broek-Blaak Blanka Vas Demi Vollering                                    | Team DSM Francesca Barale Pfeiffer Georgi Floortje Mackaij Esmée Peperkamp Elise Uijen Lorena Wiebes                                 |

## Parcours

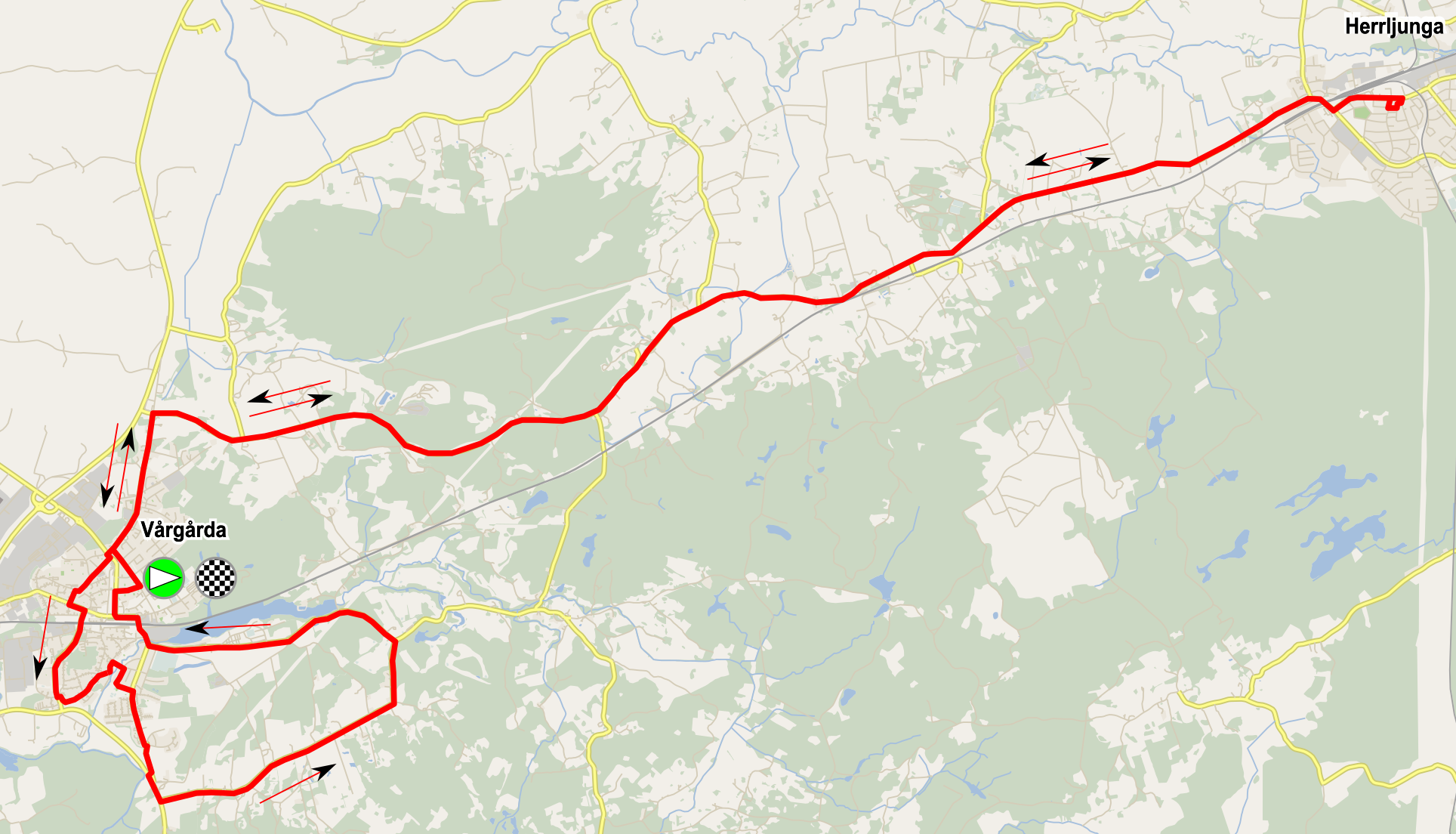
Circuit du contre-la-montre par équipes de l'Open de Suède Vårgårda 2015, 42,5 km